# 佐藤眞一
佐藤 眞一（さとう しんいち、1956年 - ）は、日本の心理学者、大阪大学名誉教授、社会福祉法人大阪府社会福祉事業団特別顧問。博士（医学）。老年心理学、老年行動学、認知症心理学、心理老年学、生涯発達心理学専攻。

## 来歴
東京都出身。千葉県立東葛飾高等学校卒業。早稲田大学教育学部卒業後、同大学院文学研究科博士後期課程を単位取得満期退学。東京都老人総合研究所研究員（現、東京都健康長寿医療センター研究所）、明治学院大学文学部助教授、同大学心理学部教授、マックスプランク人口学研究所上級客員研究員等を経て、2009年より大阪大学大学院人間科学研究科臨床死生学・老年行動学研究分野教授。2022年退任。

## 公職等（現職）
- 2024年4月 - 現在　一般社団法人 認知症予防活動コンソーシアム理事
- 2022年6月 - 現在　公益財団法人 長寿科学振興財団理事
- 2019年6月 - 現在　公益財団法人 日本ホスピス・緩和ケア研究振興財団理事
- 2018年6月 - 現在　日本老年学会幹事
- 2018年4月 - 現在　日本老年社会科学会理事
- 2018年3月 - 現在　日本老年臨床心理学会理事
- 2015年4月 - 現在　社会福祉法人 大阪府社会福祉事業団理事
- 2007年6月 - 現在　日本応用老年学会常任理事
- 2007年4月 - 現在　一般社団法人 日本色彩環境福祉協会理事
- 1998年3月 - 現在　日本老年行動科学会理事

## 受賞歴
- 2022年　日本老年社会科学会論文賞
- 2019年　日本健康心理学会第32回大会優秀発表賞「独創性部門」
- 2017年　第59回日本老年社会科学会優秀演題賞
- 2013年　大阪大学総長表彰
- 2012年　日本老年行動科学会功労賞
- 2012年　日本老年行動科学会表彰

## 著書

### 単著
- 「換個說法」跟他好好說話 : 心理學博士教你依病程使用最佳應對金句 , 跟失智者有效溝通』（台湾繁体字版「認知症心理学の専門家が教える 認知症の人にラクに伝わる言いかえフレーズ」）　佐藤真一著，曹茹蘋訳　台湾：東販（股）有限公司　2025年3月
- 함께살아가기위한말：치매, 그날이 와도걱정 없이『共に生きていくための言葉：認知症、その日が来ても心配ない』（韓国版「認知症心理学の専門家が教える 認知症の人にラクに伝わる言いかえフレーズ」）사토 신이치（佐藤真一）著, 이유진訳　韓国：시원북스는 2024年9月
- 認知症心理学の専門家が教える 認知症の人にラクに伝わる言いかえフレーズ   佐藤 眞一著  ディスカヴァー・トゥエンティワン 2023年12月
- 『我们与认知症的距离』（中国語簡体字版「認知症の人の心の中はどうなっているのか？」）   佐藤真一著, 赵心怡訳  北京：中信出版集団 2023年3月
- あなたのまわりの「高齢さん」の本   佐藤眞一著  主婦と生活社 2022年9月
- 나이 든 나와 살아가는 법（「後半生のこころの事典」韓国版）사토 신이치（佐藤眞一）著, 노경아（老慶亜）訳 韓国：JIGEUMICHAEK 2020年1月
- 認知症の「困った」をズバット解決   佐藤眞一著  洋泉社新書y 2019年9月
- 認知症の人の心の中はどうなっているのか？ 　佐藤眞一著　光文社新書 2018年12月
- 老后生活心事典（「後半生のこころ事典」中国版） 佐藤真一著, 吳佩俞訳　上海社会科学院出版社 2017年8月
- 為什麼任性的父母更長壽？理解老後行為和心理的轉變，和父母相處得更自在愉快（「ご老人は謎だらけ 老年行動学が解き明かす」台湾版）改題 第2版　佐藤眞一著, 林美琪訳　台湾：木馬文化 2016年10月
- 老後生活心事典（「後半生のこころの事典」台湾版）　佐藤眞一著, 吳佩俞訳　台湾：晨星 2016年5月
- 後半生のこころの事典 　佐藤眞一著　CCCメディアハウス 2015年5月
- 父母老後為什麼總是那麼固執？聽見老年人心理和行為轉變背後的心聲（「ご老人は謎だらけ　老年行動学が解き明かす」台湾版）佐藤眞一著，林美琪訳 台湾：木馬文化 2014年4月
- 認知症「不可解な行動」には理由 (ワケ) がある  佐藤眞一著　ソフトバンク新書 2012年8月
- ご老人は謎だらけ ： 老年行動学が解き明かす　佐藤眞一著　光文社新書 2011年12月
- 仕切りたがる人─相手を見抜くタイプ心理学─　佐藤眞一著　毎日コミュニケーションズ 2008年3月

### 共・編著
- 老年臨床心理学ハンドブック　第三部　老年臨床心理学の歴史と理論　佐藤眞一・長田久雄編集　日本老年臨床心理学会企画，長嶋紀一監修、山中克夫・松田　修・黒川由紀子統括監修　福村出版　 pp. 97-186　2025年7月
- マンガ認知症【施設介護編】 ニコ・ニコルソン・佐藤眞一・小島美里（共著）ちくま新書　2024年9月
- 発達科学ハンドブック第12巻　高齢期の発達科学　日本発達心理学会（編）佐藤眞一・藺牟田洋美・田島元信（責任編集）新曜社 2024年4月
- 心理学で支える認知症の理論と臨床実践   大庭 輝, 佐藤眞一 (共編)  誠信書房 2023年11月
- 우리 가족에게 치매가 찾아왔다（韓国版[マンガ認知症]）（原著:ニコ・ニコルソン, 佐藤眞一共著）韓国：북하이브 2022年10月
- 認知症ケア［事例集］   佐藤眞一編集委員会顧問 (共編)  社会福祉法人大阪府社会福祉事業団 2022年3月
- 心理老年学と臨床死生学ー心理学の視点から考える老いと死ー   佐藤眞一編  ミネルヴァ書房 2022年2月
- 認知症Plus コミュニケーション   大庭輝, 佐藤眞一 (共著)  日本看護協会出版会 2021年6月
- 爸媽怎麼突然變了樣？失智症患者心理分析＆照 護技巧完全圖解（台湾版「マンガ認知症」) (原著  ニコ・ニコルソン, 佐藤眞一 (共著)  台湾：東販 2021年2月
- マンガ認知症   ニコ・ニコルソン, 佐藤眞一 (共著)  ちくま新書 2020年6月
- ほんとうのトコロ、認知症ってなに？   山川みやえ, 土岐博, 佐藤眞一 (共編)  大阪大学出版会 2019年3月
- 認知症ケアプログラム―その人らしく過ごせるように―  佐藤眞一編 ダスキンライフケア事業部 2019年1月
- シリーズ心理学と仕事6 高齢者心理学 　佐藤眞一編　北大路書房 2018年12月
- 日常会話式認知機能評価CANDy使用マニュアル　佐藤眞一, 大庭輝, 數井祐光, 新田慈子, 梨谷竜也, 神山晃男, 浅野治子, 高上忍 編　大阪大学大学院人間科学研究科臨床死生学・老年行動学研究分野 2016年11月
- よくわかる高齢者心理学　佐藤眞一, 権藤恭之編 (共編) ミネルヴァ書房 2016年6月
- 訪問看護事業所における遺族支援の実態調査報告書　中里和弘, 島田千穂, 舞鶴史絵, 野田京, 佐藤眞一 (共著)　地方独立行政法人 東京都健康長寿医療センター研究所 2016年4月
- 平成２６・２７年度 春日丘荘・春日丘荘『彩の家』看取りケアプロジェクト 中間報告書　看取りプログラム検討委員会 (編集代表者)　社会福祉法人大阪府社会福祉事業団 2016年3月
- ３ステップで理解する 認知症 相談・対応のポイント　佐藤眞一, 大庭輝, 新田慈子（共著）大阪府 2015年3月
- 高齢者のこころとからだ事典　日本老年行動科学会監修, 大川一郎編集代表, 佐藤眞一ほか編 　中央法規出版 2014年9月
- 老いのこころ―加齢と成熟の発達心理学 　佐藤眞一, 高山 緑, 増本康平 (共著)　有斐閣 2014年6月
- 認知症ケア事例集―認知ケア・よりそうケアのすすめ方― 　佐藤眞一, 大庭輝 （共著）大阪府 2014年3月
- 色彩福祉検定1級・2級公式テキスト　佐藤眞一 (共編)　一般社団法人日本色彩環境福祉協会／誠文堂新光社 2011年4月
- 調査・事例研究から読み解く高齢者の心と体 ケアに生かすQ&A 　佐藤眞一 編　日本看護協会出版会 2010年12月
- 老いとこころのケア―老年行動科学入門― 　佐藤眞一, 大川一郎, 谷口幸一 (共編)　ミネルヴァ書房 2010年7月
- メガホリズム（過組織症）―組織に巣食う原罪― 　佐藤眞一, 本多-ハワード素子 (共著)　阪急コミュニケーションズ 2010年4月
- エイジング心理学  谷口幸一, 佐藤眞一 (共著)  北大路書房 2007年8月
- 事例のまとめ方と発表のポイント　佐藤眞一編著 中央法規出版 2006年12月
- 高齢者の心理がわかるＱ＆Ａ 井上勝也, 監修, 秋山美栄子, 荒木乳根子, 佐藤眞一, そね田俊邦, 中村淳子 (共著) 中央法規出版 2005年4月
- 介護カウンセリングの事例  佐藤眞一編  一橋出版 2000年7月
- 【実践研究】痴呆性高齢者のメンタルケア  社会福祉法人慈心会 (共編)  メヂカルフレンド社 2000年4月
- 高齢者の「こころ」事典  井上勝也, 大川一郎, 荒木乳根子, 大山博史, 岡本多喜子, 小池眞規子, 佐藤眞一, 高橋正雄, 谷口幸一, 横山博子 (共編)  中央法規出版 2000年3月
- 事例集　高齢者のケア　第４巻　不安／訴え／心気症状  佐藤眞一, 米山淑子 (共著)  中央法規出版 1996年9月

### 監修
- Newton別冊　増補改訂版 認知症の教科書 : 脳の老化は40代からすでにはじまっている  佐藤眞一監修　1. 認知症とは何か, 2. 認知症患者のケアと心理　ニュートンプレス　2025年7月
- おじいちゃん、おばあちゃんを知ろう！全4巻　佐藤眞一監修　小峰書店 2024年4月
- 社会の心理学: 心と行動がよくわかる: 日常生活のあらゆる場面で役に立つ、心と行動の科学   佐藤眞一監修  ニュートンプレス 2023年4月
- 身近な人が認知症になったら   佐藤眞一監修  西東社 2022年10月
- 老いの取扱説明書：人生100年時代を生き抜くための、老化の最新知識   島田裕之, 佐藤眞一編集協力 (監修)  ニュートンプレス 2021年6月
- まいにちが、あっけらかん―高齢になった母の気持ちと行動が納得できる心得帳―  佐藤眞一監修, マンガなとみみわ つちや書店 2019年2月
- 老爸老媽到底在想什麼?（「老いた親のきもちがわかる本」台湾版） 佐藤真一監修, 李友君訳  大是文化 2018年12月
- 老いた親の気持ちがわかる本 　佐藤眞一監修　朝日新聞出版 2017年8月
- 健康介護コンシェルジュ検定3級公式テキストブック 　一般社団法人健康介護コンシェルジュ協会監修, 佐藤眞一監修代表　株式会社ど～も 2015年6月
- 健康介護コンシェルジュ検定3級お助けハンドブック 　一般社団法人健康介護コンシェルジュ協会監修, 佐藤眞一監修代表　株式会社ど～も 2015年6月
- 나이를 이기는 결정지능（「『結晶知能』革命」韓国版） 佐藤眞一監修, 정환(イ・ジョファン)訳  韓国：비전하우스（ビジョンハウス） 2007年12月
- 「結晶知能」革命   佐藤眞一監修  小学館 2006年6月
- 富美岡荘物語   佐藤眞一監修  中央法規出版 2004年9月

### 分担執筆
- Topic7 認知の予備力 (Cognitive Reserve)　 日本老年臨床心理学会企画，長嶋紀一監修、山中克夫・松田　修・黒川由紀子統括監修『老年臨床心理学ハンドブック』福村出版　 pp. 184　2025年7月
- 老年臨床心理学の歴史　日本老年臨床心理学会企画，長嶋紀一監修、山中克夫・松田　修・黒川由紀子統括監修『老年臨床心理学ハンドブック』福村出版　 pp. 98-112　2025年7月
- 超高齢社会の現状　日本老年臨床心理学会企画，長嶋紀一監修、山中克夫・松田　修・黒川由紀子統括監修『老年臨床心理学ハンドブック』福村出版　 pp. 2-14　2025年7月
- あなたを助ける実践心理学　Newton別冊（分担執筆）　ニュートンプレス 2025年2月
- 死生学年報2023 死生学の拡がり   東洋英和女学院大学死生学研究所編 (分担執筆)  リトン 2023年3月
- 成長し続ける脳の使い方   『THE21』編集部 (分担執筆)  PHP研究所 2022年10月
- 福祉心理学   日本福祉心理学会編 (分担執筆)  明石書店 2021年10月
- 認知症に心理学ができること   日本心理学会監修, 岩原昭彦, 松井三枝, 平井啓 編 (分担執筆)  誠信書房 2021年6月
- 公認心理師ベーシック講座 健康・医療心理学　金沢吉展編 (分担執筆)  講談社 2021年3月
- Investigating Human Nature and Communication through Robots 　Shuichi Nishio, Hideyuki Nakanishi, Tsutomu Fujinami (分担執筆)　Frontiers Media 2017年7月
- 認知症ケア用語辞典　一般社団法人認知症ケア学会認知症ケア用語辞典編纂員会編 (分担執筆)　一般社団法人認知症ケア学会 2016年11月
- 改訂版ジェロントロジー入門: 高齢社会の道案内: 「生・活」知識検定試験公式テキスト　生活・福祉環境づくり21, 日本応用老年学会, 東京商工会議所 (分担執筆)　社会保険出版社 2013年9月
- 高齢者の心理　佐藤泰正, 渡邉映子, 大川一郎編著 (分担執筆)　おうふう 2011年11月
- 高齢社会の「生・活」事典 　生活, 福祉環境づく, 日本応用老年学会編 (分担執筆)　社会保険出版社 2011年1月
- 新老年学［第３版］ 大内尉義, 秋山弘子編集代表 (分担執筆)　東京大学出版会 2010年1月
- 現代心理学入門─進化と文化のクロスロード─　西本武彦, 大藪泰, 福澤一吉, 越川房子 (分担執筆)　川島書店 2009年5月
- 超高齢社会を生きる─介護保険・介護予防の今とこれから─　(財)ダイヤ高齢社会研究財団編 (分担執筆) ダイヤ財団新書 2009年3月
- カウンセリング心理学辞典　國分康孝編 (分担執筆)　誠信書房 2008年11月
- 自己心理学２ 生涯発達心理学へのアプローチ　榎本博明編 (分担執筆)　金子書房 2008年9月
- 高齢者心理学　権藤恭之編 (分担執筆)　朝倉書店 2008年1月
- カウンセリングの展望－今，カウンセリングの専門性を問う－  下司昌一編 (分担執筆)  ブレーン出版 2005年8月
- 老いのこころを知る  柴田 博, 長田久雄編 (分担執筆)  ぎょうせい 2003年3月
- 臨床発達心理学概論：発達支援の理論と実際  長崎勤, 古澤頼雄, 藤田継道編 (分担執筆)  ミネルヴァ書房 2002年8月
- エイジングの心理学  東清和編 (分担執筆)　早稲田大学出版部　1999年5月
- 福祉心理学　佐藤泰正，山根律子編著 (分担執筆)　学芸図書　1998年3月
- 性格心理学ハンドブック　詫摩武俊監修 (分担執筆)　福村出版　1998年1月
- 成熟と老化の心理学　谷口幸一編 (分担執筆)　コレール社　1997年4月
- 最新介護福祉全書　第８巻　老人の心理と援助　井上勝也編 (分担執筆)　メヂカルフレンド社　1997年1月
- 講座・人間の発達と臨床心理学　第６巻　老年期の臨床心理学　伊藤隆二，橋口英俊，春日喬編 (分担執筆)　駿河台出版　1994年11月
- 驚異の小宇宙　人体Ⅱ　脳と心　第３巻　人生をつむぐ臓器　記憶ＮＨＫ取材班編 (分担執筆)　ＮＨＫ出版　1993年12月
- 現代サラリーマンの生活と生きがい　斉藤茂太監修，シニアプラン開発機構編 (分担執筆) ミネルヴァ書房　1993年6月
- 老年学入門　柴田博，芳賀博，長田久雄，古谷野亘編著 (分担執筆)　川島書店　1993年6月
- 新版　老年心理学　井上勝也，木村周編 (分担執筆)　朝倉書店　1993年4月
- 発達心理学ハンドブック　東洋，繁多進，田島信元企画編集 (分担執筆)　福村出版　1992年6月
- 臨床心理学大系第６巻　人格の理解１　安香宏，大塚義孝，村瀬孝雄編 (分担執筆)　金子書房　1992年4月
- 思老教育の基礎と課題　松島鈞，太田善麿編著（分担執筆)　群書　1991年7月
- 現代心理学講義　林洋一，榎本博明編著（分担執筆）北大路書房　1991年6月

### 訳書
- エイジング心理学ハンドブック Birren, J. E. and Schaie, K. W. (Eds.) 藤田綾子・山本浩市監訳（分担訳）北大路書房 2008年7月
- 死ぬ瞬間の心理 Kastenbaum, R. 井上勝也監訳（分担訳）西村書店 2002年 9月
- 痴呆の心理学入門  Miller, E, and Morris, R, 佐藤眞一訳  中央法規出 2001年12月
- 虚弱な高齢者のＱＯＬ：その概念と測定 Birren, J. E., Lubben, J. E., Rowe, J. C. and Deutchman, D. E. (Eds.) 三谷嘉明・他訳（共訳）医歯薬出版 1998年9月
- 高齢化時代の心理学 Kimmel, D. C. 加藤義明監訳（分担訳）Kimmel, D.C.著　加藤義明監訳 ブレーン出版 1995年4月
- サイコオンコロジー：がん患者のための総合医療　第１巻　Holland, J. and Rowland, J. (Eds.),  河野博臣・濃沼信夫監訳（分担訳）メディサイエンス社 1993年4月
- ボケないための記憶術：中高年のための記憶力向上の手引 Stern, L. and Fogler, J., 三浦文夫監訳　東京都老人総合研究所心理学部門訳（分担訳）中央法規出版 1992年3月

### DVD
- 現代心理学　発達と支援Ⅱ ⑨高齢期の認知・注意・記憶の発達と支援 佐藤眞一指導，田島信元監修 サン・エデュケーショナル 2013年11月